# 奚眷
奚 眷（けい けん、生年不詳 - 444年）は、中国の北魏の軍人。本貫は代郡。

## 経歴
道武帝のころから北魏に仕えて戦功を挙げた。明元帝のときに、尚書・仮安南将軍・虎牢鎮将となった。太武帝の初年、中軍・都曹尚書となり、再び虎牢に駐屯し、南陽公の爵位を受け、使持節・侍中・都督豫洛二州河内諸軍事・鎮南将軍・開府の位を加えられた。まもなく長安に移鎮した。434年、山胡の白龍を西河で討ち、その城を落として、数千人を斬首した。439年、太武帝が北涼を討って姑臧を平定すると、奚眷は北涼の張掖郡太守の沮渠宜得を討った。沮渠宜得は酒泉に逃れ、酒泉郡太守の沮渠無諱もまた沮渠宜得とともに高昌に逃れたため、奚眷は張掖・酒泉の2城を占領した。440年、沮渠無諱が再び酒泉を占拠した。441年、沮渠天周が酒泉を守っていたが、奚眷は酒泉を攻撃して沮渠天周を捕らえ、平城に送った。443年、太武帝が北伐して柔然を攻撃すると、奚眷は尚書として偏将を率いて別道を通り、鹿渾海で合流する手筈であった。444年2月、北伐後のことを計画していた罪に連座して、中山王拓跋辰ら8将とともに都南で斬られた。

## 伝記資料
- 『魏書』巻三十 列伝第十八
- 『北史』巻二十 列伝第八